# Kościół Notre-Dame w Le Raincy
Kościół Notre-Dame w Le Raincy (fr. Église Notre-Dame du Raincy) – kościół pod wezwaniem Najświętszej Maryi Panny w Le Raincy (departament Sekwana-Saint-Denis, Francja). Zbudowany według projektu Auguste’a Perreta. Arcydzieło wczesnego modernizmu. 29 czerwca 1966 wpisany na listę pomników historii we Francji.

## Historia
9 lutego 1922 inżynier Guyot sporządził projekt budowy kościoła w Le Raincy, który przedstawiał założenia kościoła klasycznego. Plan budowy został na nowo opracowany 8 marca 1922 przez Augusta Perreta. 30 kwietnia tego samego roku wmurowaniem aktu erekcyjnego rozpoczęto budowę kościoła. Konsekracja z 17 czerwca 1923 oznaczała zakończenie budowy.
Zbudowany w przeciągu 13 miesięcy kościół został niezwłocznie nazwany „świętą kaplicą z betonu”. Kosztorys budowy świątyni opiewał na 1 800 000 franków. Ksiądz, który konsultował się z Perretem ws. budowy kościoła, miał do dyspozycji tylko 300 000. Architekt zaakceptował to finansowe wyzwanie, dodając do niego własne – artystyczne; przy okazji budowy kościoła chciał wypróbować beton jako najbardziej ekonomiczny materiał i wykazać, że zbudowana z niego świątynia też będzie piękna. Wcześniejszym dziełem Perreta, zbudowanym z betonu, był paryski Théâtre des Champs Élysées (1913).
W latach 1988–1996 przeprowadzono restaurację kościoła.

## Architektura

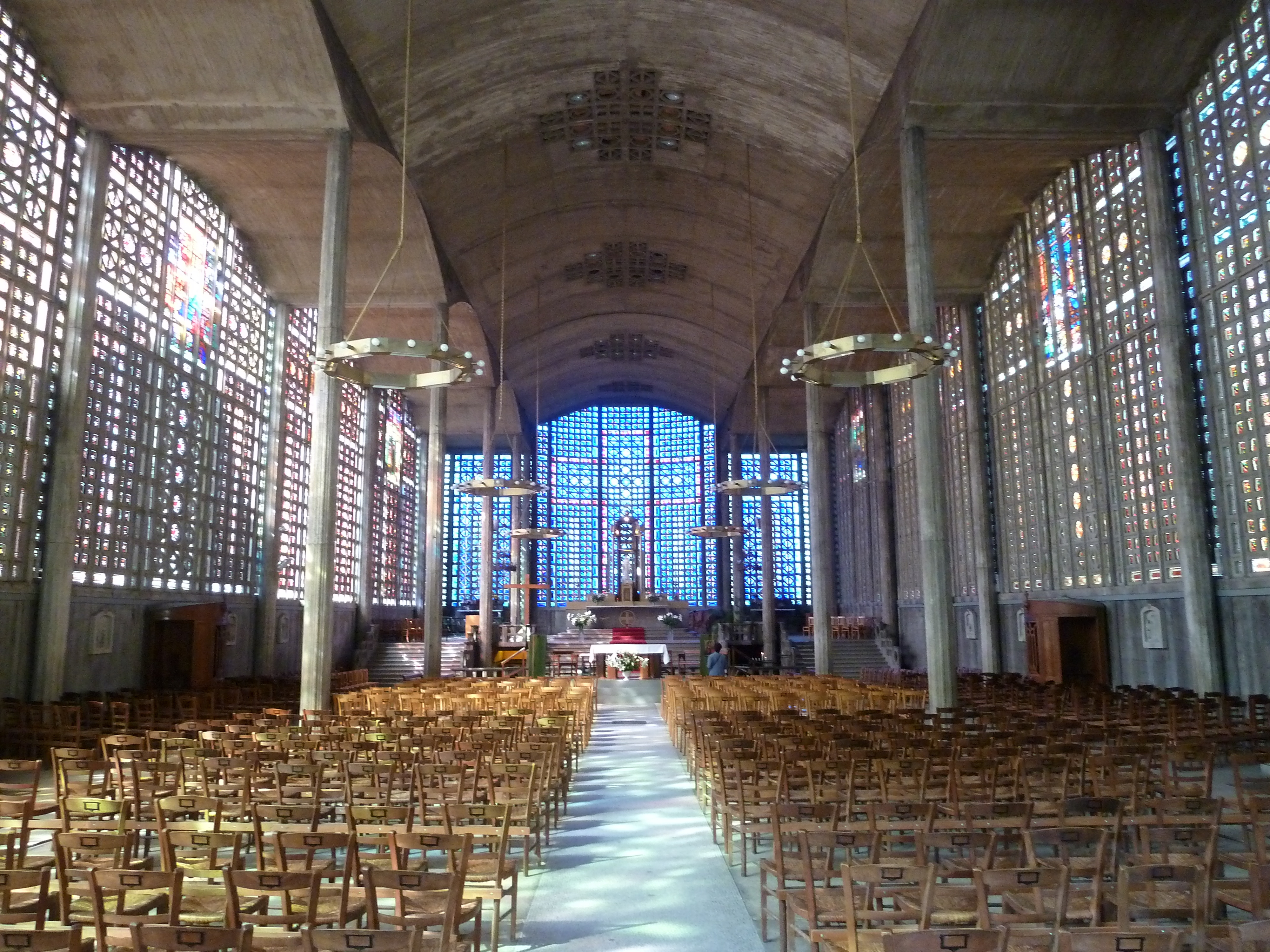
Świetliste wnętrze kościoła

Kościół Notre-Dame ma 56 m długości i 20 m szerokości. Jego wieża wznosi się na wysokość 50 m. Założenie jest klasyczne: świątynia składa się z apsydy i trzech naw. Nawa główna przekryta jest sklepionym stropem, podtrzymywanym przez bardzo cienkie kolumny (ok. 30 cm średnicy) ozdobione kanelurami. Ponieważ kolumny były wykonane z betonu, w zupełności wystarczyły do podtrzymania konstrukcji stropu. Ściany boczne i fasada zostały wykonane z perforowanych betonowych płyt. Duża ilość znajdujących się w nich otworów umożliwia łatwe przedostawanie się światła do wnętrza. W górnej części ścian znajdują się okna, zaprojektowane przez Maurice’a Denisa, wypełnione kolorowym szkłem. Świetliste wnętrze było jednym z głównych celów architekta, który chciał, aby wierni mogli swobodnie czytać teksty liturgiczne.
Kościół po wybudowaniu nie spotkał się jednak z pełną aprobatą. Mieszkańcy nie byli zadowoleni z wieży, uważanej za zbyt „geometryczną”. Strzelista, kilkukondygnacyjna wieża zbudowana została z kolumn, połączonych w wiązki i zwieńczona krzyżem. Nad znajdującym się w przyziemiu wieży portalem widnieje rzeźba Pietà dłuta Antoine’a Bourdelle’a.